# Acordo Naval Anglo-Germânico

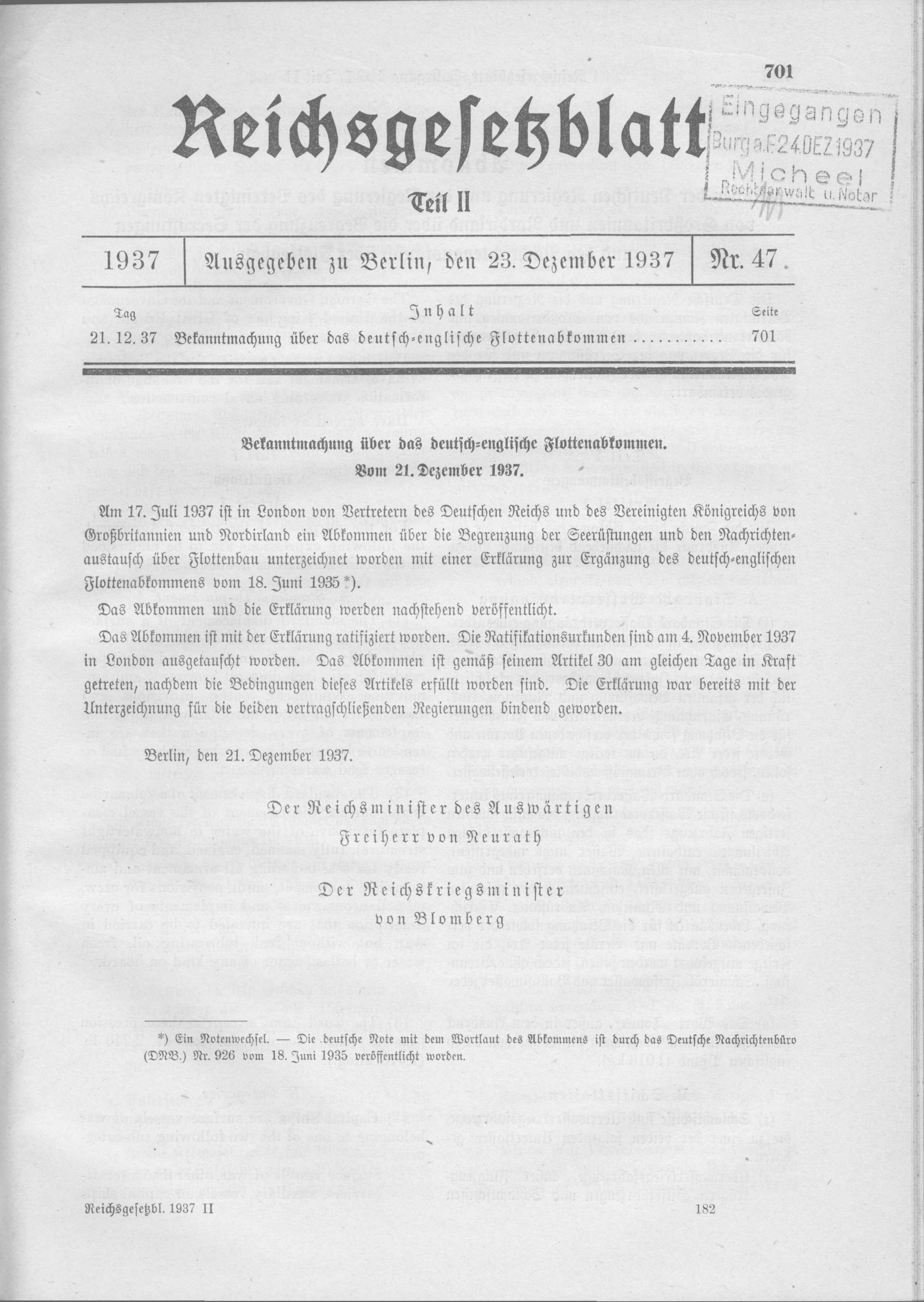
Informe sobre o acordo, publicado em 1937 na Alemanha

O Acordo Naval Anglo-Germânico de 1935 foi um acordo naval estabelecido entre o Reino Unido e a Alemanha que regulamentava a dimensão da Kriegsmarine em relação à Marinha Real Britânica. O Acordo Naval Anglo-Germânico fixou uma relação em que a tonelagem total da Kriegsmarine seria 35% da tonelagem total da Marinha Real, com caráter permanente. Foi registado na Série de Tratados da Liga das Nações em 12 de julho de 1935. O acordo foi abandonado por Adolf Hitler em 28 de abril de 1939. O Acordo Naval Anglo-Alemão foi uma tentativa ambiciosa por parte de Londres e Berlim de alcançar melhores relações, mas acabou afundando por causa das expectativas conflitantes entre os dois estados. Para os alemães, o acordo naval pretendia marcar o início de uma aliança anglo-germânica contra a França e a União Soviética, enquanto que para os britânicos, o acordo seria o começo de uma uma série de acordos de limitação de armas que foram feitos para limitar o expansionismo alemão. O acordo naval era controverso, tanto na época quanto depois, porque a proporção de 35:100 permitia à Alemanha o direito de construir uma Marinha além dos limites estabelecidos pelo Tratado de Versalhes, e os britânicos tinham feito o acordo sem consultar França ou Itália.
A assinatura foi materializada com uma troca de notas entre Joachim von Ribbentrop, o representante alemão, e Samuel Hoare, secretário do Ministério dos Negócios Estrangeiros britânico, em 18 de junho de 1935. Antes do anúncio das negociações, os alemães colocaram várias condições:
- Os britânicos tiveram que aceitar a cota de 35% da Marinha Alemã em comparação com a Marinha Real Britânica;
- Os alemães reservavam-se o direito de construir todas as categorias de navios e o orçamento da Marinha alemã não era negociável.

As negociações começaram em Londres em 4 de junho. Se os britânicos não apreciavam que os alemães estabelecessem as suas condições de maneira precária antes da abertura das negociações, acabariam por aceitar as condições mencionadas acima.
As negociações foram suspensas em 6 de junho porque o Reino Unido queria informar os signatários do Tratado Naval de Washington sobre a negociação do acordo. A mudança ministerial de 7 de junho influenciou fortemente essas negociações, num sentido mais conciliatório em relação à Alemanha. Stanley Baldwin substituiu Ramsay MacDonald como primeiro-ministro do Reino Unido e Samuel Hoare sucedeu a John Simon no Foreign Office.
O acordo manteve a taxa de 35% para a marinha alemã em comparação com a marinha inglesa. Essa taxa deveria permanecer constante, qualquer que fosse a evolução do armamento naval para cada categoria de navios. Para submarinos, no entanto, a taxa foi de 45%. A Alemanha só poderia fazer ajustes com o acordo do Reino Unido.
A Marinha Real tinha uma tonelagem de 1 240 000 toneladas, quase em paridade com a Marinha dos Estados Unidos. O Tratado de Versalhes autorizou uma frota de guerra de 144 mil toneladas para a Alemanha, que agora tinha a possibilidade de 420 mil toneladas, quase três vezes mais.
Hitler imediatamente empreendeu um vasto programa de construção naval: 2 couraçados, 2 cruzadores de batalha, 16 destróieres e 28 submarinos.